# Градскі (стадіон, Никшич)
Стадіон Край Бистріце, також відомий як Градскі стадіон Никшич (чорн. Gradski stadion Nikšić) , — багатоцільовий стадіон у Никшичі, Чорногорія. Наразі він використовується переважно для проведення футбольних матчів і є домашнім стадіоном футбольного клубу «Сутьєска» та місцем проведення матчів молодіжної збірної Чорногорії. До побудови нової західної трибуни 2020 року на стадіоні було 5 214 місць.

## Історія
Футбольні майданчики в Никшичі існували ще до Другої світової війни. Однак перший футбольний стадіон у місті був побудований у 1945 році. Згодом стадіон реконструювали. У 1960-х роках навколо всього стадіону з'явилися трибуни, що дало йому можливість вмістити близько 15 000 глядачів.
Після 2000 року відбулася нова реконструкція стадіону. У 2001 році старі південна та північна трибуни були знесені та побудована нова східна трибуна, таким чином місткість стадіону зменшилася до 10 800 місць. Після здобуття Чорногорією незалежності, відповідно до правил УЄФА, місткість стадіону зменшена до 5 214 місць. Прожектори були встановлені у 2015 році, хоча вперше вони були використані 7 серпня 2016 року в матчі між «Сутеска» та «Ловчен».
29 березня 2019 року представники Нікшича, комітету громадських робіт Чорногорії та футбольної асоціації підписали контракт на реконструкцію західної трибуни стадіону. Спочатку планувалося, що нова трибуна буде готова до кінця 2022 року. Проте нарешті трибуна була відкрита для відвідувачів в серпні 2024 року.

## Футбольне поле
Футбольне поле має розміри 105 х 70 метрів. Між трибунами та полем розташована легкоатлетична доріжка.

## Орендарі
Протягом своєї історії стадіон «Край Бистріце» використовувався ФК «Сутеска». Також багато чорногорських клубів проводили в Никшичі свої матчі в єврокубках. ФК «Челік» у своїх найважливіших матчах у Першій лізі використовував стадіон «Край Бистріце».
Це стадіон, на якому виступає молодіжна збірна Чорногорії.